# Madonna di Campiglio
Madonna di Campiglio ist eine Fraktion der italienischen Gemeinden Pinzolo und Tre Ville in der Provinz Trient, Region Trentino-Südtirol, und einer der bekanntesten Wintersportorte in den italienischen Alpen.

## Etymologie
Der Ort wurde erstmals in einem undatierten Schriftstück des Bischofs von Trient Konrad von Beseno (1185–1205) als Campelium erwähnt. 1222 erscheint er als S. Maria de Campelio de loco Ambeni. Beide Nennungen beziehen sich auf das hier im 12. Jahrhundert für Pilger und Reisende errichtete Hospiz. Nach Mastrelli Anzilotti ist Campiglio eine Ableitung des lateinischen campus (dt. Feld), ein in Norditalien und in der Toskana weitverbreiteter Ortsname. Das deutsche Exonym lautet Sankt Maria im Pein.

## Geographie
Madonna di Campiglio liegt in Luftlinie rund 30 Kilometer nordwestlich von Trient im zu den Inneren Judikarien gehörenden Valle di Campiglio, in einer von Nordwinden geschützten Talsenke auf 1552 m s.l.m. Der Ort ist im Osten von der Brentagruppe und im Westen von der vergletscherten Adamello-Presanella-Gruppe umgeben. Durch den Ort fließt die Sarca di Nambino, einer der Quellbäche des Sarca, die in Madonna di Campiglio den Namen Sarca di Campiglio annimmt. Entlang des Bachlaufs verläuft durch Madonna di Campiglio auch die Gemeindegrenze zwischen Pinzolo und Tre Ville.

## Geschichte
Grundlage des Fremdenverkehrs bildet ein im Jahr 1188 gegründetes Hospiz, das viele Jahrhunderte in Betrieb war. Nach Veröffentlichungen von John Ball, der 1864 die Bocca di Brenta überquert hatte, kamen die ersten Touristen in den Ort. Der nahe gelegene Passo Campo Carlo Magno (1662 m) soll einer Legende nach von Karl dem Großen mit seinem Heer im Jahr 787 beim Kampf gegen die Langobarden überquert worden sein.
Die etwa 650 Einwohner leben größtenteils vom Tourismus, der schon in der zweiten Hälfte des 19. Jahrhunderts durch den österreichischen und mitteleuropäischen Adels- und reichen Bürgerstand an Bedeutung gewann. Aus dieser Tradition geht auch die lokale Habsburgverehrung (Piazza Sissi, La Stube di Franz Joseph etc.) bzw. die jährliche Feier des „Habsburg-Karnival“ Mitte Februar zurück, als Mitglieder der Habsburger – vor allem Kaiserin Sissi und Kaiser Franz Joseph I. – sowie wichtige Vertreter des gesamten europäischen Hochadels in Madonna di Campiglio abstiegen. Der Ort verfügt über ein ausgedehntes Skigebiet bis auf etwa 2600 m, das über die Liftanlagen mit den Skigebieten der nördlich liegenden Orte Folgarida und Marilleva verbunden ist.

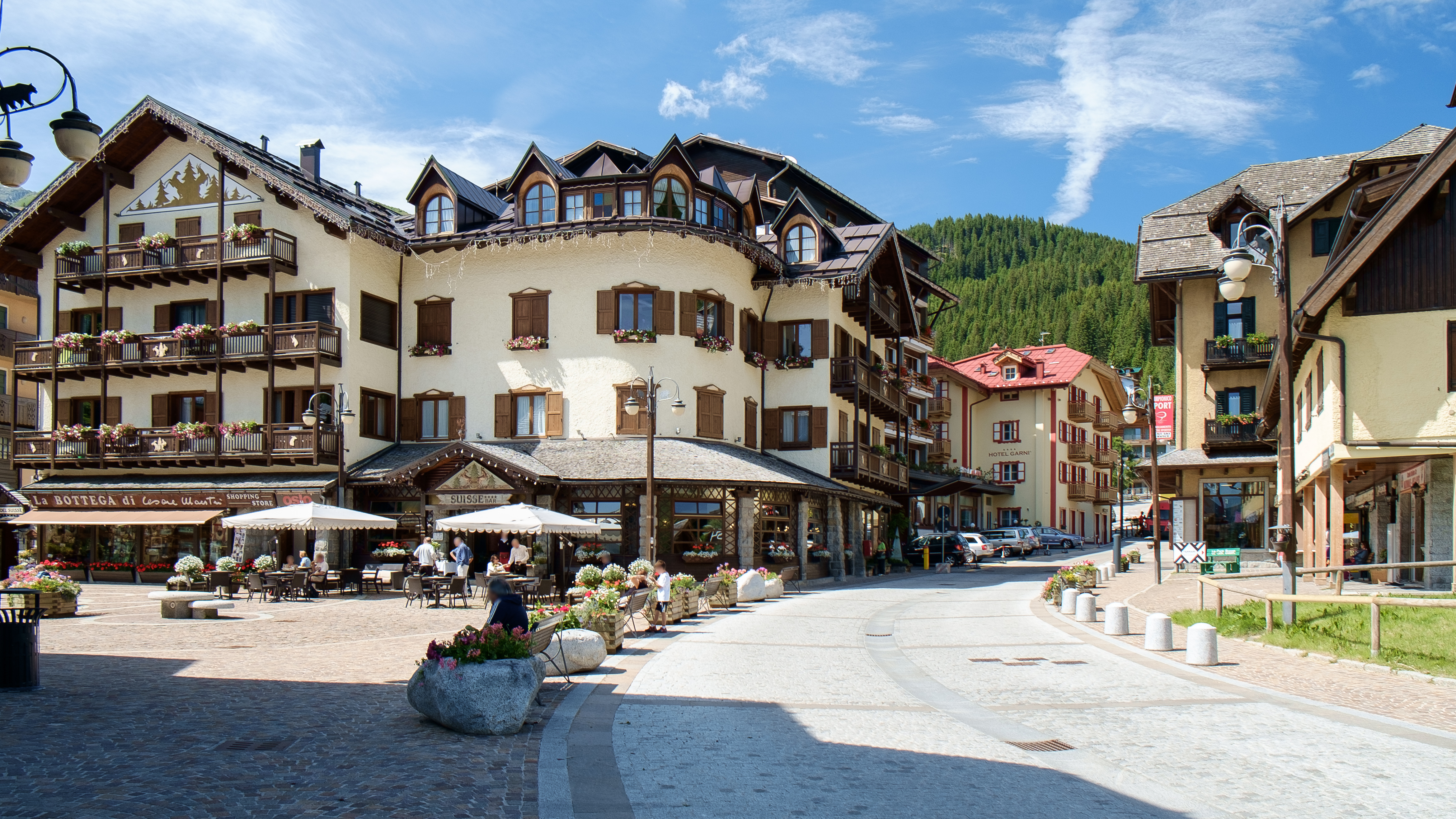
Piazza Righi im Ortszentrum
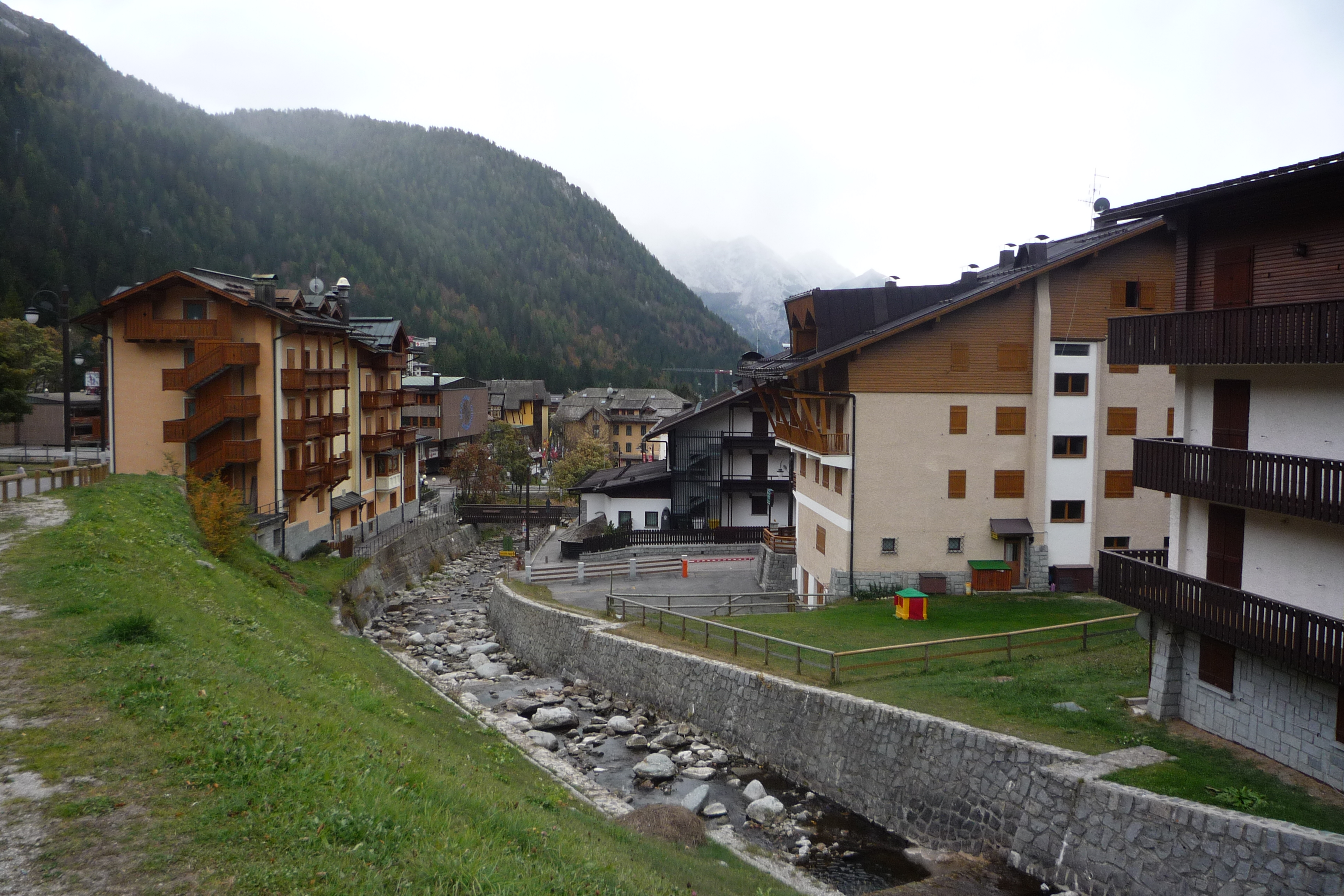
Sarca di Campiglio
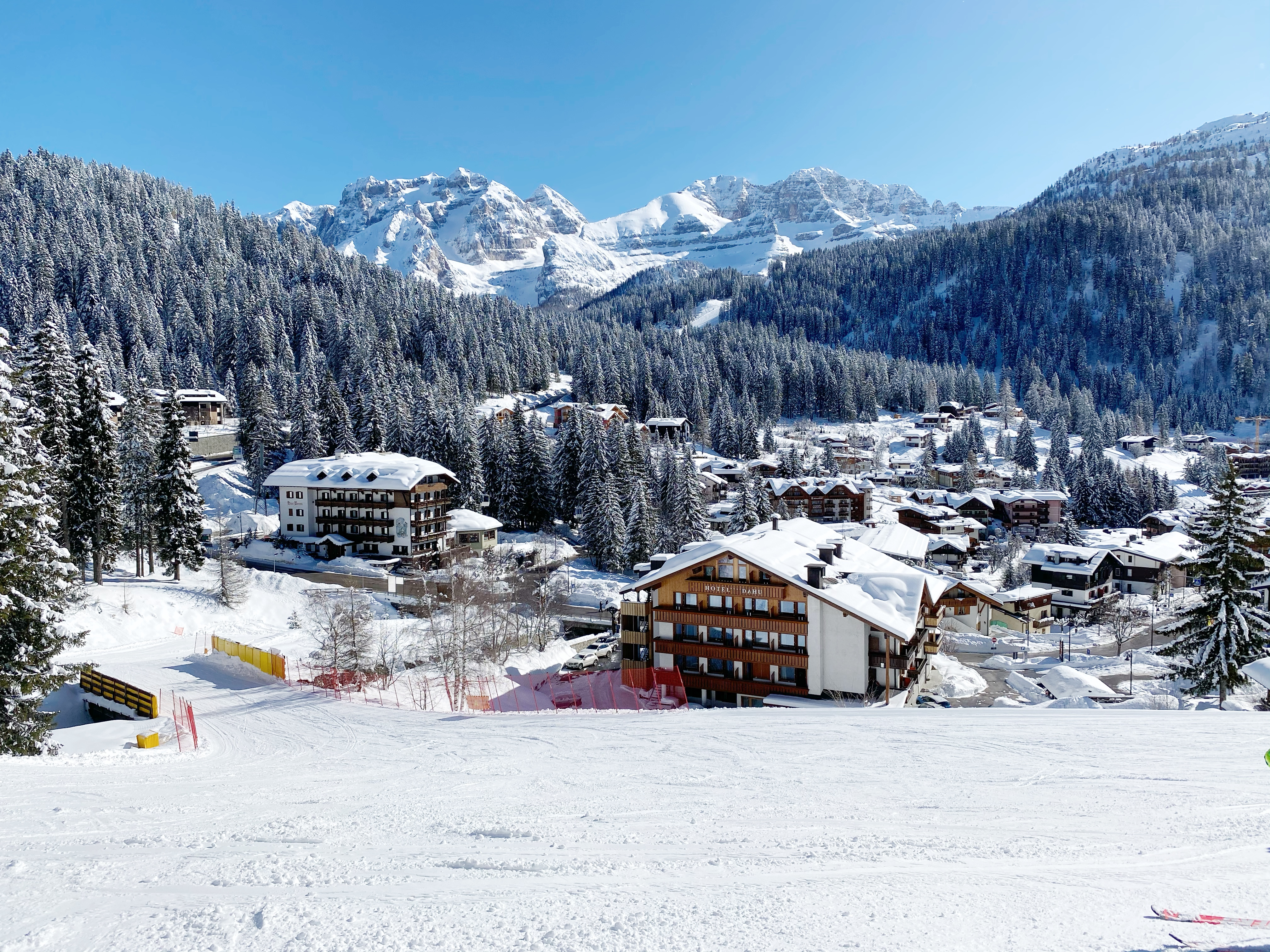
Nördliche Ortsrand mit der Brentagruppe im Hintergrund
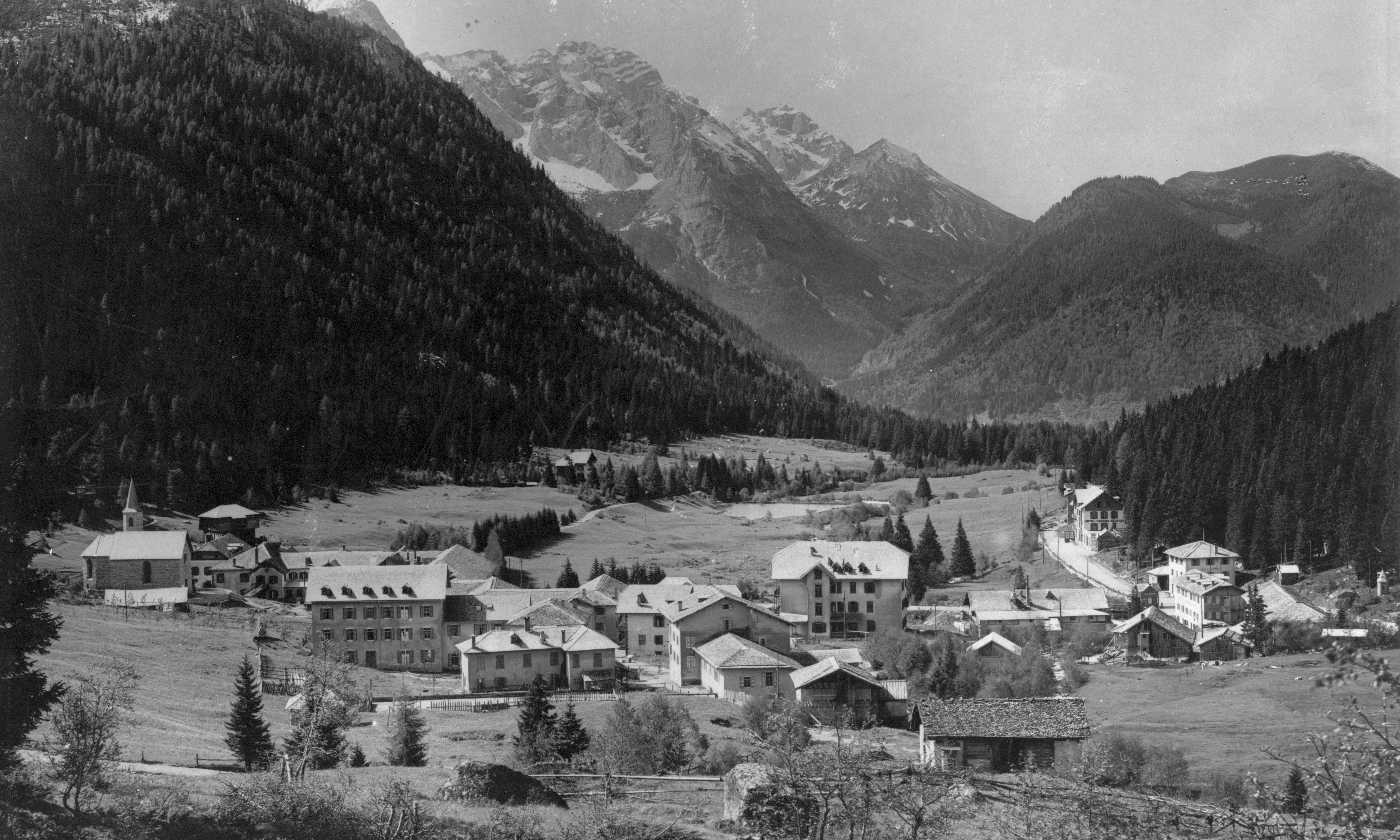
Madonna di Campiglio in den 1920er Jahren (Blickrichtung Süden)
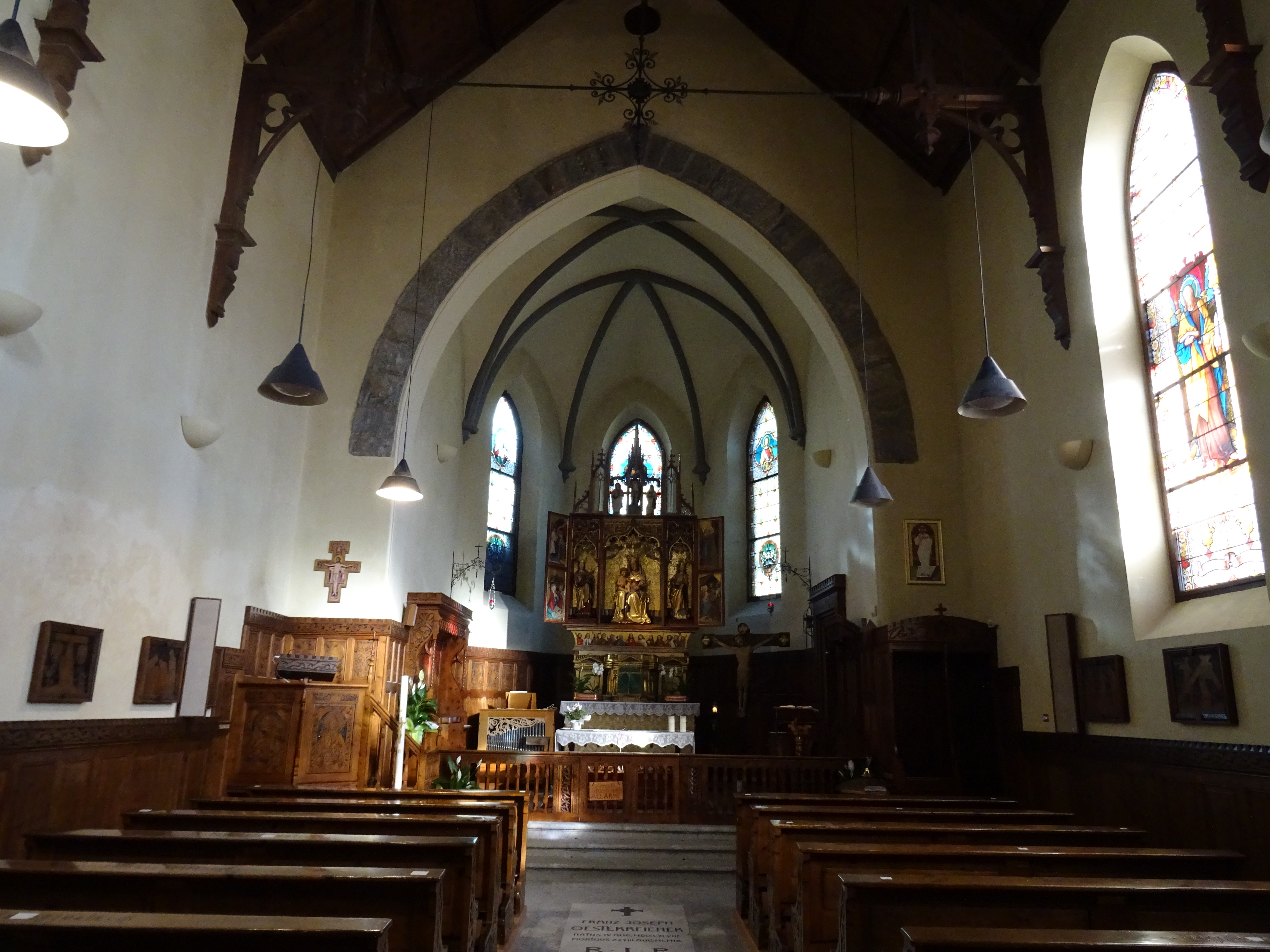
Innenraum der Kirche Santa Maria Antica

## Sehenswürdigkeiten und Veranstaltungen
In der Ortsmitte befindet sich die Kirche Santa Maria Antica mit einem gotischen Triptychon aus dem 15. Jahrhundert. An die Kirche schließt ein Kirchenneubau aus 1972 (Architekt Marcello Armani) an. Am Nordrand des kleinen im Ort gelegenen Sees liegt ein Museum, das den Bergführern und herausragenden Persönlichkeiten aus Madonna di Campiglio gewidmet ist.
Besondere Bekanntheit in erlangte Madonna di Campiglio durch Wettbewerbe im Alpinen Skiweltcup (3-Tre-Rennen) auf der Piste Canalone Miramonti.
Des Weiteren war Madonna di Campiglio von 1990 bis 2013 immer im Januar Austragungsort der Ferrari-Skitage und mehrmals Etappenziel beim Giro d’Italia.

## Verkehr
An Madonna di Campiglio führt die Strada Statale 239 di Campiglio von Dimaro nach Tione di Trento vorbei.

## Persönlichkeiten
Mit dem Ort verbunden:
- Bruno Detassis (1910–2008), Alpinist
- Cesare Maestri (1929–2021), Alpinist